# Ранавеј Беј
Ранавеј Беј (енгл. Runaway Bay) је насељено место и залив који се налази у провинцији Света Ана (енгл. St.Ann) између Дискавери Беја (енгл. Discovery Bay) и Салема (енгл. Salem) на северној обали Јамајке, у Антилским острвима. 
Ранавеј Беј је веома важна раскрсница у парохији Св. Ана. Овде почиње пут који пресеца Јамајку, ка Браунстаун-у (енгл. Brown's Town) затим ка Александрији (енгл. Alexandria) и Мандевилу (енгл. Mandeville) као и ка родном месту Боба Марлија, ка Девет Миља
Локално становништво користи јамајчанску верзију Енглеског Језика која се зове Патуа и употреба тог језика је веома изражена овде и у овој парохији.
Постоји само један мањи тржни центар где је могуће купити већину потрепштина. За боље снабдевене продавнице потребно је отићи у Очо Риос (шп. Ocho Rios), око 25 km Источно дуж обале.
Цело острво је кречњачког типа (карстични камен) па је вода и овде веома тврда тј има пуно кречњака у себи.

## Историја
Добио је име по једом од највећих бекства робова на острву Јамајка, у то време енглеској колонији. Сама реч значи „залив бегунаца“. Одбегли робови су, скривајући се у оближњим јамама, провели овде неко време пре него што се већина отиснула на море и пребегла у Кубу.

## Туризам
Туризам је вероватно једина значајна грана индустрије већине приобалног дела Јамајке па тако и Ранавеј Беј-а.
Клима је веома умерена тропска са просечним температурама ваздуха око 30 Целзијуса и температуре мора изнад 22 Целзијуса током целе године. Оркани могу да се појаве током касног лета (Јун - Септембар) али нису чести. Тропске поподневне топле кише су веома честа појава током целе године.
У Ранавеј Беју се налазе хотели Франклин Д Резорт (енгл. Franklyn D. Resort), Сандалс Ранавеј Беј (енгл. Sandals Runaway Bay) на обали мора и Ранавеј Беј Харт (енгл. Runaway Bay Heart) (некада Кардиф Хол (енгл. Cardiff Hall) ) око 1 km удаљен од обале.
Место има једну јавну бесплатну плажу и више од 3 јавних плажа уз хотеле за које се плаћа улаз.
Суботом увече овде је често могуће видети традиционалне јамајчанске облике провода - улична дискотека. Обично тик испред неког од барова, неко би донео музичку опрему и забава почиње уз гласну музику до касно у ноћ.
Ранавеј Беј је оцењен као место мањег криминалног ризика. Једино усамљена ноћна шетања улицама нису препоручљива јер је било случајева класичних крађа ствари.